# Giōrgos Efraim
Giōrgos Efraim (in greco: Γιώργος Εφραίμ; Limisso, 5 luglio 1989) è un ex calciatore cipriota, di ruolo centrocampista.

## Caratteristiche tecniche
Esterno offensivo - in grado di agire su entrambe le fasce, o da mediano - in possesso di una notevole velocità palla al piede, a cui abbina discrete doti tecniche che gli consentono di liberarsi con efficacia del diretto avversario.
La capacità nel servire i compagni con suggerimenti - che si tratti di cross, o di passaggi filtranti - precisi, unita ai continui ripiegamenti difensivi in fase di non possesso, lo rendono un elemento prezioso nell'economia del gioco di squadra.

## Carriera

### Club
Muove i suoi primi passi nelle giovanili dell'Apollōn Limassol, prima di essere tesserato dall'Arsenal a 15 anni. Dopo aver trascorso tre anni nell'Academy dei Gunners, il 30 maggio 2007 passa ai Rangers, con cui firma un biennale.
Libero da vincoli contrattuali, il 2 giugno 2009 si accorda a parametro zero con l'Omonia, tornando a Cipro.
Il 6 giugno 2014 firma un triennale con l'APOEL. Esordisce con i ciprioti il 30 luglio in HJK Helsinki-APOEL (2-2), incontro valido per l'andata del terzo turno preliminare di Champions League, sostituendo Charalambidis al 63'. A fine stagione la squadra - dopo aver vinto la Coppa di Cipro, grazie ad una sua doppietta - si aggiudica il titolo nazionale.

### Nazionale
Dopo aver ottenuto alcune presenze a livello giovanile, il 9 settembre 2009 esordisce con la selezione cipriota contro il Montenegro a Podgorica in un incontro valido per le qualificazioni ai Mondiali 2010, sostituendo Okkas al 90'.
Il 16 novembre 2014 mette a segno una tripletta contro l'Andorra - partita vinta 5-0, valevole per l'accesso alla fase finale dell'Europeo 2016 - diventando nell'occasione il primo calciatore cipriota a realizzare tre reti in un singolo incontro.

## Statistiche

### Presenze e reti nei club
Statistiche aggiornate al 3 marzo 2024.
| Stagione        | Squadra         | Campionato      | Campionato | Campionato | Coppe nazionali | Coppe nazionali | Coppe nazionali | Coppe continentali | Coppe continentali | Coppe continentali | Altre coppe | Altre coppe | Altre coppe | Totale | Totale |
| Stagione        | Squadra         | Comp            | Pres       | Reti       | Comp            | Pres            | Reti            | Comp               | Pres               | Reti               | Comp        | Pres        | Reti        | Pres   | Reti   |
| --------------- | --------------- | --------------- | ---------- | ---------- | --------------- | --------------- | --------------- | ------------------ | ------------------ | ------------------ | ----------- | ----------- | ----------- | ------ | ------ |
| gen.-giu. 2009  | Dundee          | SFD             | 8          | 2          | SC+CdL          | -               | -               | -                  | -                  | -                  | SCC         | -           | -           | 8      | 2      |
| 2009-2010       | Omonia          | A               | 24+4       | 7          | CC              | 0               | 0               | UEL                | 4                  | 1                  | -           | -           | -           | 32     | 8      |
| 2010-2011       | Omonia          | A               | 24+3       | 2          | CC              | 1               | 1               | UCL+UEL            | 4+2                | 0                  | SC          | 1           | 0           | 35     | 3      |
| 2011-2012       | Omonia          | A               | 23+5       | 6          | CC              | 5               | 2               | UEL                | 3                  | 0                  | SC          | 1           | 0           | 37     | 8      |
| 2012-2013       | Omonia          | A               | 21+5       | 5+2        | CC              | 5               | 1               | UEL                | 0                  | 0                  | SC          | 1           | 1           | 32     | 9      |
| 2013-2014       | Omonia          | A               | 16+9       | 1+2        | CC              | 2               | 0               | UEL                | 2                  | 0                  | -           | -           | -           | 29     | 3      |
| Totale Omonia   | Totale Omonia   | Totale Omonia   | 134        | 25         |                 | 13              | 4               |                    | 15                 | 1                  |             | 3           | 1           | 165    | 31     |
| 2014-2015       | APOEL           | A               | 17+7       | 3+1        | CC              | 4               | 3               | UCL                | 8                  | 0                  | SC          | 1           | 0           | 37     | 7      |
| 2015-2016       | APOEL           | A               | 18+6       | 9+2        | CC              | 4               | 2               | UCL+UEL            | 3+3                | 0                  | SC          | 1           | 0           | 35     | 13     |
| 2016-2017       | APOEL           | A               | 23+2       | 8          | CC              | 3               | 0               | UCL+UEL            | 6+9                | 1+3                | SC          | 1           | 1           | 44     | 13     |
| 2017-2018       | APOEL           | A               | 10         | 5          | CC              | 2               | 0               | UCL                | 4                  | 1                  | SC          | 1           | 1           | 17     | 7      |
| 2018-2019       | APOEL           | A               | 13+4       | 1          | CC              | 5               | 1               | UCL+UEL            | 1+4                | 0                  | SC          | 0           | 0           | 27     | 2      |
| 2019-2020       | APOEL           | A               | 13+1       | 1          | CC              | 1               | 0               | UCL+UEL            | 0+5                | 0                  | SC          | 0           | 0           | 20     | 1      |
| 2020-2021       | APOEL           | A               | 17         | 1          | CC              | 2               | 1               | UEL                | 1                  | 1                  | -           | -           | -           | 20     | 3      |
| 2021-2022       | APOEL           | A               | 12+9       | 0+1        | CC              | 2               | 2               | -                  | -                  | -                  | -           | -           | -           | 23     | 3      |
| 2022-2023       | APOEL           | A               | 18+5       | 3          | CC              | 3               | 1               | UECL               | 4                  | 2                  | -           | -           | -           | 30     | 6      |
| 2023-2024       | APOEL           | A               | 14+2       | 1          | CC              | 1               | 0               | UECL               | 5                  | 2                  | -           | -           | -           | 22     | 3      |
| Totale APOEL    | Totale APOEL    | Totale APOEL    | 191        | 36         |                 | 27              | 10              |                    | 53                 | 10                 |             | 4           | 2           | 275    | 58     |
| Totale carriera | Totale carriera | Totale carriera | 333        | 63         |                 | 40              | 14              |                    | 68                 | 11                 |             | 7           | 3           | 448    | 91     |

### Cronologia presenze e reti in nazionale
| Cronologia completa delle presenze e delle reti in nazionale ― Cipro | Cronologia completa delle presenze e delle reti in nazionale ― Cipro | Cronologia completa delle presenze e delle reti in nazionale ― Cipro | Cronologia completa delle presenze e delle reti in nazionale ― Cipro | Cronologia completa delle presenze e delle reti in nazionale ― Cipro | Cronologia completa delle presenze e delle reti in nazionale ― Cipro | Cronologia completa delle presenze e delle reti in nazionale ― Cipro | Cronologia completa delle presenze e delle reti in nazionale ― Cipro |
| Data                                                                 | Città                                                                | In casa                                                              | Risultato                                                            | Ospiti                                                               | Competizione                                                         | Reti                                                                 | Note                                                                 |
| -------------------------------------------------------------------- | -------------------------------------------------------------------- | -------------------------------------------------------------------- | -------------------------------------------------------------------- | -------------------------------------------------------------------- | -------------------------------------------------------------------- | -------------------------------------------------------------------- | -------------------------------------------------------------------- |
| 9-9-2009                                                             | Podgorica                                                            | Montenegro                                                           | 1 – 1                                                                | Cipro                                                                | Qual. Mondiali 2010                                                  | -                                                                    | 90’                                                                  |
| 10-10-2009                                                           | Larnaca                                                              | Cipro                                                                | 4 – 1                                                                | Bulgaria                                                             | Qual. Mondiali 2010                                                  | -                                                                    | 86’                                                                  |
| 3-3-2010                                                             | Larnaca                                                              | Cipro                                                                | 0 – 0                                                                | Islanda                                                              | Amichevole                                                           | -                                                                    | 57’                                                                  |
| 11-8-2010                                                            | Larnaca                                                              | Cipro                                                                | 1 – 0                                                                | Andorra                                                              | Amichevole                                                           | -                                                                    | 78’                                                                  |
| 8-10-2010                                                            | Larnaca                                                              | Cipro                                                                | 1 – 2                                                                | Norvegia                                                             | Qual. Euro 2012                                                      | -                                                                    | 85’                                                                  |
| 16-11-2010                                                           | Amman                                                                | Giordania                                                            | 0 – 0                                                                | Cipro                                                                | Amichevole                                                           | -                                                                    |                                                                      |
| 8-2-2011                                                             | Nicosia                                                              | Cipro                                                                | 0 – 2                                                                | Svezia                                                               | Amichevole                                                           | -                                                                    | 55’                                                                  |
| 9-2-2011                                                             | Paralimni                                                            | Cipro                                                                | 1 – 1 dts (5 – 6 dtr)                                                | Romania                                                              | Amichevole                                                           | -                                                                    | 82’                                                                  |
| 29-3-2011                                                            | Larnaca                                                              | Cipro                                                                | 0 – 1                                                                | Bulgaria                                                             | Amichevole                                                           | -                                                                    | 69’                                                                  |
| 10-8-2011                                                            | Nicosia                                                              | Cipro                                                                | 3 – 2                                                                | Moldavia                                                             | Amichevole                                                           | -                                                                    | 61’                                                                  |
| 2-9-2011                                                             | Nicosia                                                              | Cipro                                                                | 0 – 4                                                                | Portogallo                                                           | Qual. Euro 2012                                                      | -                                                                    | 80’                                                                  |
| 6-9-2011                                                             | Reykjavík                                                            | Islanda                                                              | 0 – 0                                                                | Cipro                                                                | Qual. Euro 2012                                                      | -                                                                    | 61’                                                                  |
| 7-10-2011                                                            | Nicosia                                                              | Cipro                                                                | 1 – 4                                                                | Danimarca                                                            | Qual. Euro 2012                                                      | -                                                                    |                                                                      |
| 11-11-2011                                                           | Larnaca                                                              | Cipro                                                                | 1 – 2                                                                | Scozia                                                               | Amichevole                                                           | -                                                                    |                                                                      |
| 29-2-2012                                                            | Nicosia                                                              | Cipro                                                                | 0 – 0                                                                | Serbia                                                               | Amichevole                                                           | -                                                                    | 60’                                                                  |
| 12-10-2012                                                           | Maribor                                                              | Slovenia                                                             | 2 – 1                                                                | Cipro                                                                | Qual. Mondiali 2014                                                  | -                                                                    | 64’                                                                  |
| 16-10-2012                                                           | Larnaca                                                              | Cipro                                                                | 1 – 3                                                                | Norvegia                                                             | Qual. Mondiali 2014                                                  | -                                                                    |                                                                      |
| 14-11-2012                                                           | Nicosia                                                              | Cipro                                                                | 0 – 3                                                                | Finlandia                                                            | Amichevole                                                           | -                                                                    | 71’                                                                  |
| 6-2-2013                                                             | Nicosia                                                              | Cipro                                                                | 1 – 3                                                                | Serbia                                                               | Amichevole                                                           | -                                                                    | 60’                                                                  |
| 23-3-2013                                                            | Strovolos                                                            | Cipro                                                                | 0 – 0                                                                | Svizzera                                                             | Qual. Mondiali 2014                                                  | -                                                                    | 54’                                                                  |
| 11-10-2013                                                           | Reykjavík                                                            | Islanda                                                              | 2 – 0                                                                | Cipro                                                                | Qual. Mondiali 2014                                                  | -                                                                    | 67’                                                                  |
| 15-10-2013                                                           | Nicosia                                                              | Cipro                                                                | 0 – 0                                                                | Albania                                                              | Qual. Mondiali 2014                                                  | -                                                                    |                                                                      |
| 5-3-2014                                                             | Nicosia                                                              | Cipro                                                                | 0 – 0                                                                | Irlanda del Nord                                                     | Amichevole                                                           | -                                                                    | 51’                                                                  |
| 27-5-2014                                                            | Saitama                                                              | Giappone                                                             | 1 – 0                                                                | Cipro                                                                | Amichevole                                                           | -                                                                    |                                                                      |
| 4-9-2014                                                             | Pola                                                                 | Croazia                                                              | 2 – 0                                                                | Cipro                                                                | Amichevole                                                           | -                                                                    | 53’                                                                  |
| 9-9-2014                                                             | Zenica                                                               | Bosnia ed Erzegovina                                                 | 1 – 2                                                                | Cipro                                                                | Qual. Euro 2016                                                      | -                                                                    | 58’ 71’                                                              |
| 13-10-2014                                                           | Cardiff                                                              | Galles                                                               | 2 – 1                                                                | Cipro                                                                | Qual. Euro 2016                                                      | -                                                                    |                                                                      |
| 16-11-2014                                                           | Nicosia                                                              | Cipro                                                                | 5 – 0                                                                | Andorra                                                              | Qual. Euro 2016                                                      | 3                                                                    | 78’                                                                  |
| 12-6-2015                                                            | Andorra la Vella                                                     | Andorra                                                              | 1 – 3                                                                | Cipro                                                                | Qual. Euro 2016                                                      | -                                                                    |                                                                      |
| 10-10-2015                                                           | Gerusalemme                                                          | Israele                                                              | 1 – 2                                                                | Cipro                                                                | Qual. Euro 2016                                                      | -                                                                    | 86’                                                                  |
| 13-10-2015                                                           | Nicosia                                                              | Cipro                                                                | 2 – 3                                                                | Bosnia ed Erzegovina                                                 | Qual. Euro 2016                                                      | -                                                                    |                                                                      |
| 24-3-2016                                                            | Odessa                                                               | Ucraina                                                              | 1 – 0                                                                | Cipro                                                                | Amichevole                                                           | -                                                                    | 58’                                                                  |
| 6-9-2016                                                             | Nicosia                                                              | Cipro                                                                | 0 – 3                                                                | Belgio                                                               | Qual. Mondiali 2018                                                  | -                                                                    |                                                                      |
| 7-10-2016                                                            | Pireo                                                                | Grecia                                                               | 2 – 0                                                                | Cipro                                                                | Qual. Mondiali 2018                                                  | -                                                                    |                                                                      |
| 10-10-2016                                                           | Zenica                                                               | Bosnia ed Erzegovina                                                 | 2 – 0                                                                | Cipro                                                                | Qual. Mondiali 2018                                                  | -                                                                    | 72’                                                                  |
| 13-11-2016                                                           | Nicosia                                                              | Cipro                                                                | 3 – 1                                                                | Gibilterra                                                           | Qual. Mondiali 2018                                                  | -                                                                    | 73’                                                                  |
| 10-11-2017                                                           | Gori                                                                 | Georgia                                                              | 1 – 0                                                                | Cipro                                                                | Amichevole                                                           | -                                                                    | 65’                                                                  |
| 6-9-2018                                                             | Oslo                                                                 | Norvegia                                                             | 2 – 0                                                                | Cipro                                                                | UEFA Nations League 2018-2019 - 1º turno                             | -                                                                    | 46’ 85’                                                              |
| 9-9-2018                                                             | Nicosia                                                              | Cipro                                                                | 2 – 1                                                                | Slovenia                                                             | UEFA Nations League 2018-2019 - 1º turno                             | -                                                                    | 90+2’                                                                |
| 16-11-2018                                                           | Nicosia                                                              | Cipro                                                                | 1 – 1                                                                | Bulgaria                                                             | UEFA Nations League 2018-2019 - 1º turno                             | -                                                                    | 78’                                                                  |
| 19-11-2018                                                           | Nicosia                                                              | Cipro                                                                | 0 – 2                                                                | Norvegia                                                             | UEFA Nations League 2018-2019 - 1º turno                             | -                                                                    | 61’                                                                  |
| 21-3-2019                                                            | Nicosia                                                              | Cipro                                                                | 5 – 0                                                                | San Marino                                                           | Qual. Euro 2020                                                      | 1                                                                    |                                                                      |
| 24-3-2019                                                            | Nicosia                                                              | Cipro                                                                | 0 – 2                                                                | Belgio                                                               | Qual. Euro 2020                                                      | -                                                                    | 75’                                                                  |
| 8-6-2019                                                             | Glasgow                                                              | Scozia                                                               | 2 – 1                                                                | Cipro                                                                | Qual. Euro 2020                                                      | -                                                                    | Cap.                                                                 |
| 11-6-2019                                                            | Nižnij Novgorod                                                      | Russia                                                               | 1 – 0                                                                | Cipro                                                                | Qual. Euro 2020                                                      | -                                                                    | 46’                                                                  |
| 6-9-2019                                                             | Nicosia                                                              | Cipro                                                                | 1 – 1                                                                | Kazakistan                                                           | Qual. Euro 2020                                                      | -                                                                    | 73’                                                                  |
| 16-11-2019                                                           | Nicosia                                                              | Cipro                                                                | 1 – 2                                                                | Scozia                                                               | Qual. Euro 2020                                                      | 1                                                                    | 74’                                                                  |
| 19-11-2019                                                           | Bruxelles                                                            | Belgio                                                               | 6 – 1                                                                | Cipro                                                                | Qual. Euro 2020                                                      | -                                                                    | 79’                                                                  |
| 14-11-2021                                                           | Lubiana                                                              | Slovenia                                                             | 2 – 1                                                                | Cipro                                                                | Qual. Mondiali 2022                                                  | -                                                                    | 74’                                                                  |
| 16-11-2022                                                           | Larnaca                                                              | Cipro                                                                | 0 – 2                                                                | Bulgaria                                                             | Amichevole                                                           | -                                                                    | 78’                                                                  |
| 28-3-2023                                                            | Erevan                                                               | Armenia                                                              | 2 – 2                                                                | Cipro                                                                | Amichevole                                                           | -                                                                    | 67’                                                                  |
| Totale                                                               |                                                                      | Presenze                                                             | 51                                                                   |                                                                      | Reti                                                                 | 5                                                                    |                                                                      |

### Record

#### Con la nazionale cipriota
- Unico calciatore ad aver segnato una tripletta in nazionale.

## Palmarès

### Club

#### Competizioni nazionali
- Campionato cipriota: 6

Omonia: 2009-2010
APOEL: 2014-2015, 2015-2016, 2016-2017, 2017-2018, 2018-2019
- Coppa di Cipro: 3

Omonia: 2010-2011, 2011-2012
APOEL: 2014-2015
- Supercoppa di Cipro: 3

Omonia: 2010, 2012
APOEL: 2019